# 天田将行
天田 将行（あまだ まさゆき、1962年1月10日 - ）は、中京圏を中心に活動するローカルタレント、俳優。巣山プロダクション所属。

## 出演作品

### バラエティ
- SKE48のおやすみ名言道場（中京テレビ）
- スピ丼（東海テレビ）
- ザキロバ!アシュラのススメ（名古屋テレビ）
- ザキとロバ（名古屋テレビ）
- きゃりーぱみゅぱみゅのテレビJOHN JOHNはどこ行ったの?（名古屋テレビ）
- SKE48の火曜アルバイト劇場（CBCテレビ）
- 民謡魂（NHK）
- 前略、大徳さん（中京テレビ）

### テレビドラマ
- 中学生日記 (NHK)
- 七色のおばんざい (NHK)
- 純情きらり (NHK)
- 監査法人 (NHK)
- ことぶきウォーズ（CBC=TBS系）
- 湯けむりウォーズ〜女将になります〜（CBC=TBS系）
- みこん六姉妹（CBC=TBS系）
- 我はゴッホになる! 〜愛を彫った
- 男・棟方志功とその妻〜（フジテレビ系）僧侶役
- ヤアになる日〜鳥羽・答志島パラダイス〜 (NHK)
- 恋するハエ女 (NHK)
- 黄金鯱伝説グランスピアー（東海テレビ）
- ガッタン ガッタン それでもゴー (NHK)
- 喜劇 嫁が嫁ぐ日 (NHK名古屋)
- 三人兄弟2（名古屋テレビ）
- ハートロス〜虹にふれたい女たち〜 (CBCテレビ)
- 名古屋行き最終列車 (名古屋テレビ)
- 私を愛した家康さま (名古屋テレビ)
- おかえり ～とこわかの町・伊勢～（東海テレビ）
- ただいま大須商店街（東海テレビ）
- ボクのお年玉はどこ? (名古屋テレビ)
- こんなところに運命の人（CBCテレビ）
- ドリームチーム（NHK）
- ぼくらのショウタイム (名古屋テレビ)
- 孤独のグルメ（テレビ東京）
- あなたは一宮モーニングで謎を解く（2021年2月28日、中京テレビ） - 金倉余裕 役
- ようこそ家族のかたち（東海テレビ）

### 再現VTR
- 謎を解け!まさかのミステリー（日本テレビ系）
- 劇的会社〜ドラマティックカンパニー (CBCテレビ)
- THEルーツ〜会社のヒットの起源を探る〜 (CBCテレビ)
- サタデープラス（TBS）
- スイッチ!（東海テレビ）
- 工場へ行こう（テレビ愛知）
- 笑ってコラえて（NTV）
- キャッチ(CTV）
- サンデージャーナル（テレビ愛知）

### 映画
- キシメンちゃん（2010年12月、監督：城定秀夫）
- ジェネラル・ルージュの凱旋（監督：中村義洋）
- NOGUCHI（監督：荻野欣士郎）
- 浅草ゆうれい　悪人退治騒動記（監督：加藤純平）
- Bashira(USA2021 Derected by Nickson Fong )
- 網膜現像（監督：藤原知之）

### DVD
- 聖巫大戦カンナギランス（英和出版）　※クレジットは天田正幸

### 舞台
- かるめんじょーんず（1999年2月13日 - 20日、名古屋市芸術創造センター）
- メリー・ウィドウ（2000年1月30日 - 2月6日、名古屋市芸術創造センター）
- コンガラ野球団！（2005年8月26日 - 28日、名古屋市芸術創造センター）

### CM
- 京楽会館
- スギヨ
- 光工芸
- ミエライス
- プラスリビング
- 北陸ろうきん
- 居酒屋ねずみ小僧
- モンテカルロ
- 激安温泉　極
- スポナビTVCMプロ野球速報アプリ中日編
- サカイホールディングス

ビデオ
- 介護職イメージアップミニドラマ「ライフ！～生きること、支えること～」　愛知県・介護の魅力発信チャンネル